# CAG-Promotor
Der CAG-Promotor ist ein synthetisch erzeugtes DNA-Fragment, das in der Molekularbiologie, Biochemie, und Biotechnologie als Werkzeug bei der Erzeugung rekombinanter Proteine eingesetzt wird. 

## Eigenschaften
Der CAG-Promotor dient dem Erreichen einer hohen konstitutiven Genexpression in eukaryotischen Zellen und somit der Überexpression rekombinanter Proteine. Der CAG-Promotor wurde im Labor von Yamamura Ken-ichi konstruiert. Er besteht aus:
- C, dem Humanen Cytomegalievirus (HCMV) early Enhancerelement
- A, dem Promotor, dem ersten nicht translatierten Exon und dem 5'-Teil des ersten Introns des beta-Aktin Gens von Hühnern,
- G, dem 3'-Teil des zweiten Introns und dem 5'-Teil des dritten Exons des beta-Globin-Gens von Kaninchen.

Der CMV-Enhancer ist Bestandteil vieler eukaryotischer Expressionplasmide. Das Intron des Aktin-Gens weist ebenfalls eine Enhanceraktivität auf. Zudem erhöhen Introns in eukaryotischen Vektoren die Genexpression. Der Abschnitt aus dem beta-Globin Gen enthält eine für das Spleißen wichtige branch point sequence und ein Spliceakzeptorsequenz (3'-splice site). Auch wenn das synthetische Element als CAG-Promotor bezeichnet wird, ist es im strengen Sinn ein 5'-aktivierendes Element, da es neben dem Promotor noch den CMV-Enhancer, Intron- und Exon-Sequenzen enthält.  
Die Verwendung des CAG-Promotors erlaubt auch eine hohe Expression in transgenen Tieren und in fast allen Zelltypen von Säugern. So konnte in einer transgenen Mauslinie GFP mit Ausnahme der Erythrozyten und der Haare in allen Geweben nachgewiesen werden. Beim Einsatz in embryonalen Stammzellen hat der CAG-Promotor den Vorteil, dass es nicht zum Abschalten (Gen-silencing) seiner Expression kommt.
Ein oft verwendeter Vektor, pCAGGS, der den CAG-Promotor enthält, wurde auf der Basis eines pUC-Vektors konstruiert. Er enthält zusätzlich das Polyadenylierungssignal des beta-Globin-Gens. 
Alternativ zum CAG-Promotor werden auch der CMV-Promotor und der EF1α-Promotor verwendet.